# Eduard Hagenbach-Bischoff

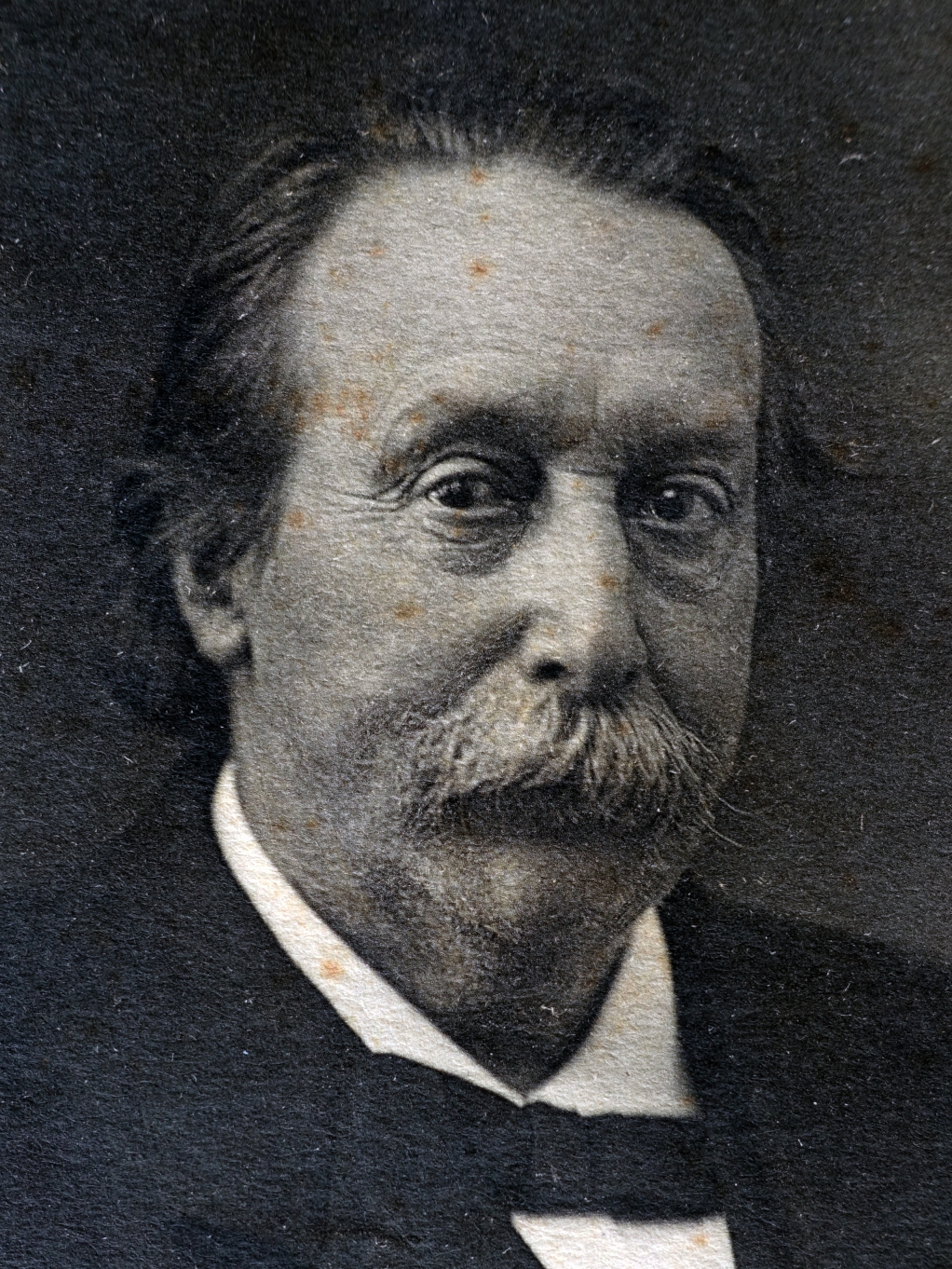
Portrait, fotografiert von Henri Veillon

Eduard Hagenbach-Bischoff (* 20. Februar 1833 in Basel; † 23. Dezember 1910 ebenda) war ein Schweizer Physiker, der für das nach ihm benannte Wahlverfahren (Hagenbach-Bischoff-Verfahren) bekannt ist.

## Biografie
Jakob Eduard Hagenbach war ein Sohn des Theologen Karl Rudolf Hagenbach und der Enkel von Karl Friedrich Hagenbach. Nach Heirat (15. Mai 1862) mit Margaretha Bischoff (1842–1887) nannte er sich im Unterschied zu einem Namensvetter unter seinen Kollegen an der Universität Basel fortan stets Hagenbach-Bischoff. Aus der Ehe gingen drei Töchter und vier Söhne hervor. Zu seinen Söhnen zählte August Hagenbach, der sein Nachfolger auf dem Lehrstuhl für Physik in Basel wurde. Eine Enkelin von Hagenbach war die Kunsthistorikerin Annie (1908–2002), die mit dem Kunsthistoriker Rudolf Kaufmann verheiratet war.
Er studierte an der Universität Basel (bei Rudolf Merian), in Berlin (bei Heinrich Wilhelm Dove und Heinrich Gustav Magnus), Genf, Paris (bei Jules Célestin Jamin). 1855 wurde er in Basel promoviert. Danach unterrichtete er an der Basler Gewerbeschule und war nach seiner Habilitation ein Jahr lang Professor für Mathematik an der Universität Basel.
Von 1863 bis 1906 war er ordentlicher Professor für Physik in Basel (Nachfolger von Gustav Heinrich Wiedemann). 1870 amtierte er als Rektor der Universität. Im Jahr 1874 wurde er Direktor der physikalischen Anstalt am neugegründeten Bernoullianum, und von 1874 bis 1879 war er Präsident der Schweizer Akademie der Naturwissenschaften.
Von 1867 bis 1910 war Hagenbach-Bischoff Mitglied des Großen Rats von Basel-Stadt (1873, 1875 und 1885 Präsident). Er setzte sich für die Einführung einer Proportionalvertretung statt des absoluten Mehres ein. Mit Erfolg: am 26. Februar 1905 wurde das Gesetz über das proportionale Wahlverfahren vom Basler Volk mit einer Mehrheit von zehn Stimmen angenommen.
Das D’Hondt-Verfahren, für das Hagenbach-Bischoff warb, wurde bald mit seinem Namen verbunden und – gegen seinen Willen – Hagenbach-Bischoff-Verfahren genannt. Zur Dämpfung der mit dem Verfahren einhergehenden Verzerrungen schlug er vor, die Bildung von Listenverbindungen zu ermöglichen.
Der Vorsteher des Baudepartements Rudolf Falkner (1827–1898), der Vorsteher des Erziehungsdepartement Richard Zutt, der Präsident der Gewerbeschulekommission Eduard Hagenbach sowie der Präsident der Kommission des Gewerbemuseums, der Bankier und Politiker Louis La Roche (1852–1920) hatten massgeblich zu der Realisierung des 1892 eingeweihten Gewerbemuseums Basel beigetragen.
Hagenbach-Bischoff verfasste etwa 60 Arbeiten, namentlich über Viskosität (1860), den Kohlensäuregehalt der Atmosphäre (1868), Fluoreszenz (1869), Fortpflanzung der Elektrizität im Telegraphendraht (1886), Gletscherkunde (Bericht über die 25-jährige Vermessung des Rhonegletschers, 1899) und zur Geschichte der Naturwissenschaften.
Hagenbach-Bischoff setzte sich besonders für die Popularisierung der Wissenschaft ein und hielt am Bernoullianum über 100 Vorträge für ein interessiertes Publikum ohne vertieftes Fachwissen, im Jahr 1896 beispielsweise über die gerade entdeckten Röntgenstrahlen. Zu seinen Schülern gehörte Rudolf Brefin.
1919 schuf der Bildhauer Jakob Probst eine Portrait Büste aus weissem Marmor für Hagenbach. Diese ist im Bernoullianum aufgestellt.
Seine letzte Ruhestätte fand er auf dem Friedhof Wolfgottesacker in Basel.

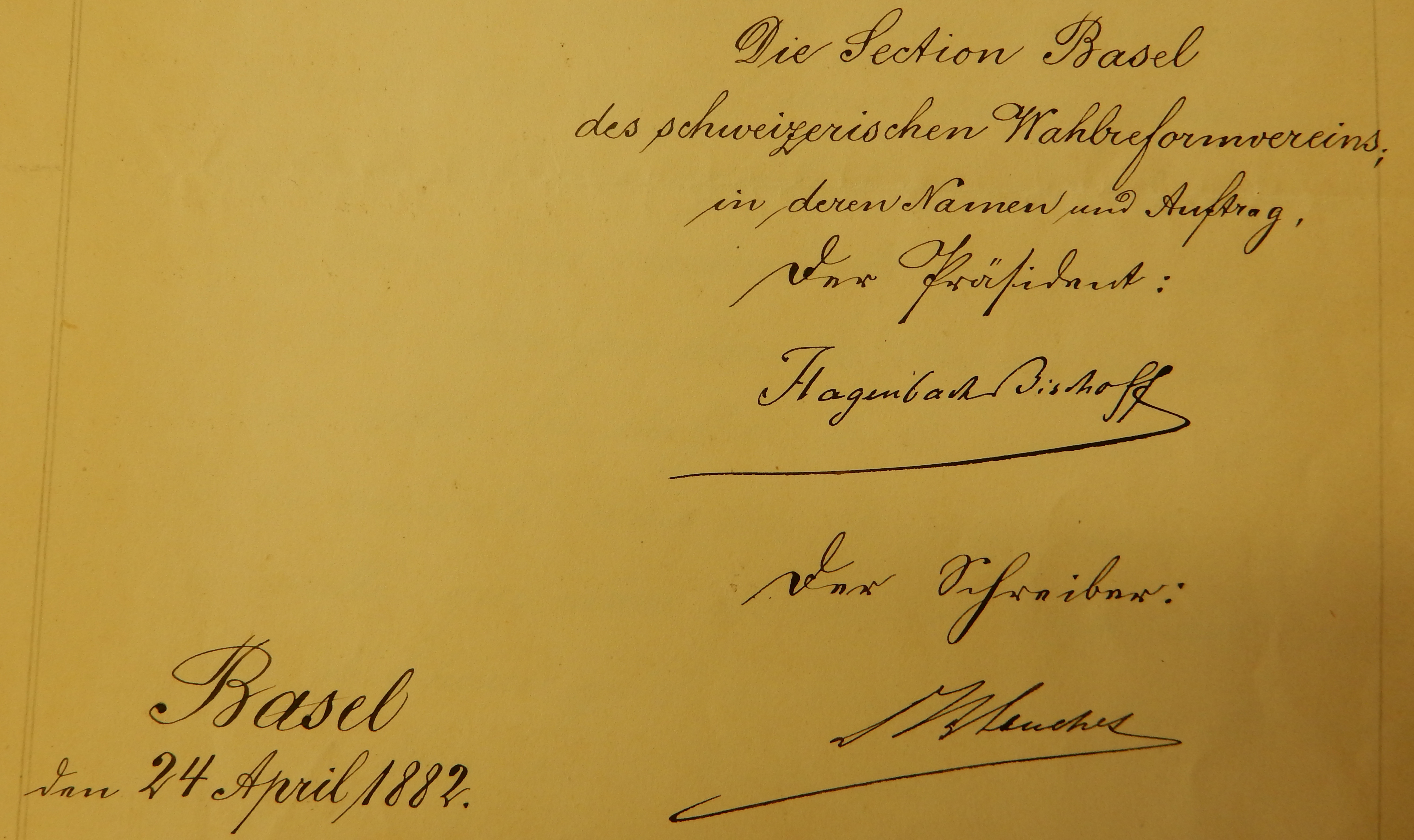
Unterschrift
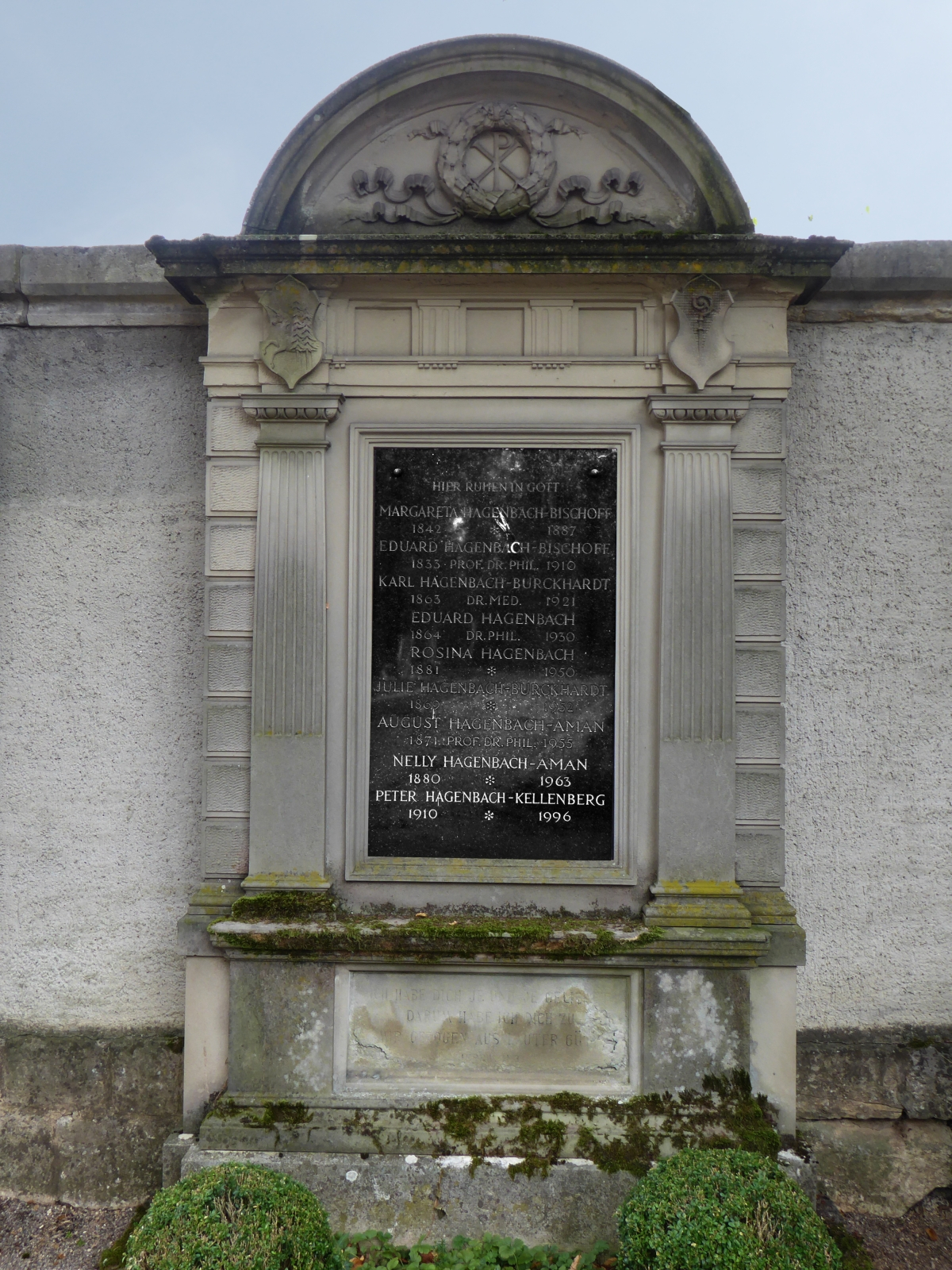
Familiengrab, Wolfgottesacker
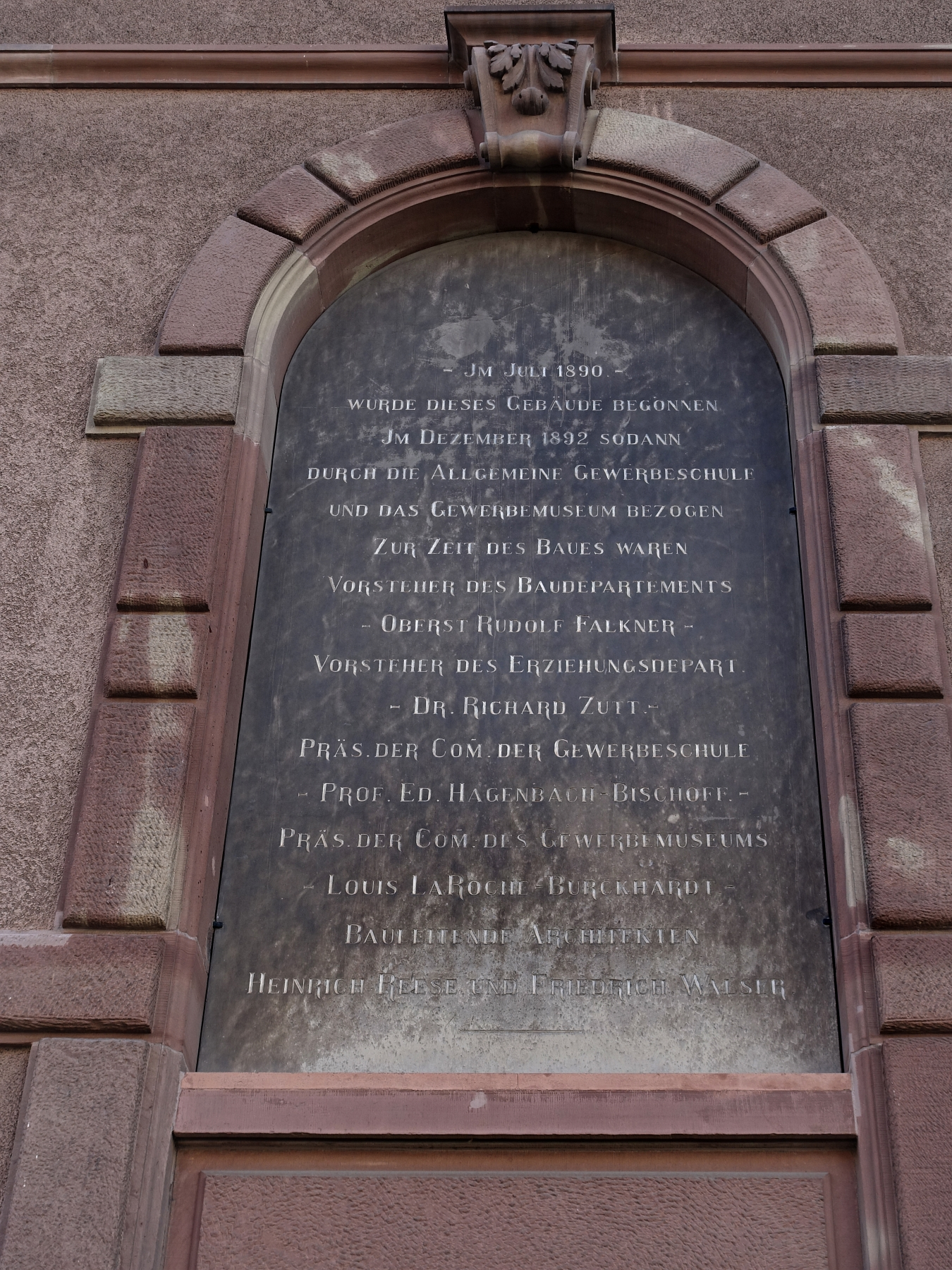
Gedenktafel am ehem. Gewerbemuseum Basel